# Punctoribatidae
Punctoribatidae é uma família de ácaros pertencentes à ordem Sarcoptiformes.

## Géneros
Géneros:
- Allomycobates Aoki, 1976
- Alpizetes Mahunka, 2001
- Cryptobothia Wallwork, 1963
- Ellipsozetes Bernini, 1980
- Feiderzetes Subías, 1977
- Inigozetes Subías, 2000
- Minguezetes Subias, Kahwash & Ruiz, 1990
- Minunthozetes Hull, 1916
- Mycobates Hull, 1916
- Mycozetes Espanha, 1968
- Neomicobates Wallwork, 1963
- Paralamellobates Bhaduri & Raychaudhuri, 1969
- Pelopsis Hall, 1911
- Permycobates Strenzke, 1954
- Punctoribates Berlese, 1908
- Punctorites
- Schweizerzetes Mahunka, 2001
- Selvazetes Behan-Pelletier, 1999
- Semipunctoribates Mahunka, 1987
- Zachvatkinibates Shaldybina, 1973